# Тімзе Яан
Яан Тімзе (ест. Jaan Timse; нар. 4 травня 1888, Ранну, Тартумаа, Естонія — пом. 9 серпня 1921, Москва) — громадський та політичний діяч, консул Естонії у Сімферополі, засновник музею ветеринарії у Сімферополі, член Ради народних представників Таврійської губернії.

## Життєпис
Народився на березі озера Виртс'ярв. В 1910 году приїхав в Сімферополь і поступив на міську ветеринарну службу. 
З 1914 року Яан Тімзе активний діяч Естонського освітнього товариства. 1917 р. створив Кримське естонське товариство, а невдовзі і очолив його. Наприкінці 1917 р. увійшов до складу Ради народних представників — органу влади Таврійської губернії. З 1920 р. був естонським консулом у Криму. У лютому 1921 р. заарештований радянською владою. 
Помер 9 серпня 1921 року в Бутирській в'язниці.